# Петар Стојићић
Петар Стојићићје био један од блиских сарадника др Киша.
Рођен је 1916. године у селу Кожницу. Медицински факултет је завршио 1952. године. Специјализирао је од 1950 до 1960. године у Београду. Планском расподелом 1952. године долази у Лесковац и ради као шеф Епидемиолошке станице за град Лесковац и Лесковачки срез. У исто време ради у амбулантама у Брестовцу, Косанчићу и Вучју. Био је срески обдуцент. Од завршетка специјализације до маја 1966. године радио је на Гинеколошко-акушерском одељењу лесковачке болнице, када прелази у Ниш,на радно место управника. Здравственог дома „Железничар". Сели се у Београд 1970. године, а пензинисан је 1982. године.
У Подружницу српског лекарског друштва био је секретар, а касније председник. Објавио је 25 стручних радова, из области гинекологије и акушерства, као и о заштити радница на раду у јавном саобраћају, о повећању нивоа здравственог стања и здравствене културе.